# Neptuno (1795)
El Neptuno fue un navío español de 80 cañones distribuidos en dos cubiertas y construido por Romero de Landa, en los Reales Astilleros de Esteiro y ordenado en septiembre de 1793. Fue botado en 1795 en Ferrol. Fue el tercer navío español designado con el nombre de Neptuno, en honor del dios romano de los océanos. Como todos los buques de nombre no religiosos de la Armada española fue puesto bajo la advocación de un santo, en este caso San Francisco Javier. Fue unos de los primeros buques de la Armada en los que se le dio libertad para decorar el mascarón de proa con alusiones a su nombre, en su caso al dios Neptuno.

## Construcción
El Neptuno fue construido en el los Reales Astilleros de Ferrol como el barco homónimo de la clase Neptuno de navíos de línea de 80 cañones; un diseño desarrollado por Julián Martín de Retamosa, siguiendo a su anterior Montañés de 74 cañones de 1794. Su barco hermano fue el Argonauta botado en 1798, que luchó junto al Neptuno en Trafalgar. El Neptuno originalmente llevaba una treintena de cañones de 24 libras en su cubierta inferior, treinta y dos de 18 libras en su cubierta superior, doce de 8 libras en su alcázar y seis de 8 libras en su castillo de proa. En 1805, le habían equipado 36 libras para reemplazar los 24 libras en su cubierta inferior, mientras que los 18 libras en su cubierta superior habían sido reemplazados por 24 libras; con cañones adicionales agregados a su alcázar y castillo de proa, tenía doce cañones de 8 libras y dieciocho obuses, para darle un total de 92 cañones de cureña. También montó una sola carronada de 10 libras y (en la popa) ocho obuses de 4 libras.
El trabajo general en los barcos de la clase Neptuno fue supervisado por Julián Martín de Retamosa, y el Neptuno fue botado en Ferrol en 1795. Luego siguió un período de acondicionamiento y realización de pruebas en el mar durante 1796, tras lo cual fue asignado a la flota española del Mediterráneo en Cartagena al mando del almirante José de Córdova y Ramos. Poco después, España se alió con la Francia republicana y entró en las Guerras Revolucionarias Francesas contra Gran Bretaña y sus aliados. La Armada española fue asignada para apoyar la planeada invasión de Gran Bretaña.

## Alianza con Francia
El Neptuno se hizo a la mar el 1 de febrero de 1797 con el resto de la flota de Córdova, compuesta por 27 barcos de línea, doce fragatas, un bergantín y varias embarcaciones menores. Zarparon de Cartagena y atravesaron el Estrecho de Gibraltar el 5 de febrero. Córdova tenía órdenes de entregar varias cañoneras en Algeciras para apoyar el bombardeo de Gibraltar, escoltar con seguridad un convoy de cuatro urcas que transportaban mercurio desde Málaga a Cádiz y luego navegar a Brest para unirse con los franceses. La primera parte de la operación transcurrió sin problemas y el Neptuno fue destacado con los barcos Bahama y Terrible, de 74 cañones, y el Nuestra Señora de Guadalupe, de 34 cañones, para llevar las cañoneras a Algeciras. El Neptuno, al mando del brigadier José Lorenzo Goicoechea, y el Bahama permanecieron en Algeciras, mientras el Terrible zarpó para reunirse con la flota de Córdova.
Los fuertes vientos del este impidieron a Córdova llegar al puerto de Cádiz, y sus barcos se dispersaron hacia el oeste, antes de que pudieran navegar de regreso a la costa española. Cuando se acercaban a Cádiz el 14 de febrero, su flota fue localizada frente al cabo de San Vicente por una fuerza británica al mando de John Jervis. El Neptuno y sus acompañantes no participaron en la batalla que siguió, durante la cual los españoles fueron derrotados.. 
En 1798 bajo mando del capitán de navío Bernardo Muñoz y llevando la insigina de Juan María Villavicencio, sale junto a la escuadra del almirante José de Mazarredo en persecución de la británica que bloqueaba Cádiz.
En 1799 como buque insignia del jefe de la escuadra de Villavicencio forma parte, a su vez, de la flota del almirante José de Mazarredo que se dirige de Cádiz a Brest para romper el bloqueo de Brest.
Cayetano Valdés y Flores tomó el mando del barco hacia 1801, que actuó como buque insignia de la flota comandada por Gravina, y se integra en la combinada hispano-francesa que sale de Brest en 1801 para sofocar la rebelión en Santo Domingo. En esta escuadra se integran, además del Neptuno (buque insignia), los navíos San Francisco de Paula, Guerrero y San Pablo; la fragata Soledad y el bergantín Vigilante, además de un número similar de buques franceses. El Neptuno se encontraba en mal estado y en plena travesía atlántica tuvo que volver a El Ferrol a reparaciones, ya que tenía vías de agua. Gravina consiguió que se reparese el buque por completo en solo 15 días, y tras 19 días de travesía por el océano Atlántico (el Neptuno en plenas condiciones era un soberbio navío muy velero) llegó a las costas de Santo Domingo adelantándose a la escuadra combinada que había partido de Brest mucho antes. Gravina observó al día siguiente la llegada de la escuadra franco española.

## Batalla de Trafalgar

### Preludio

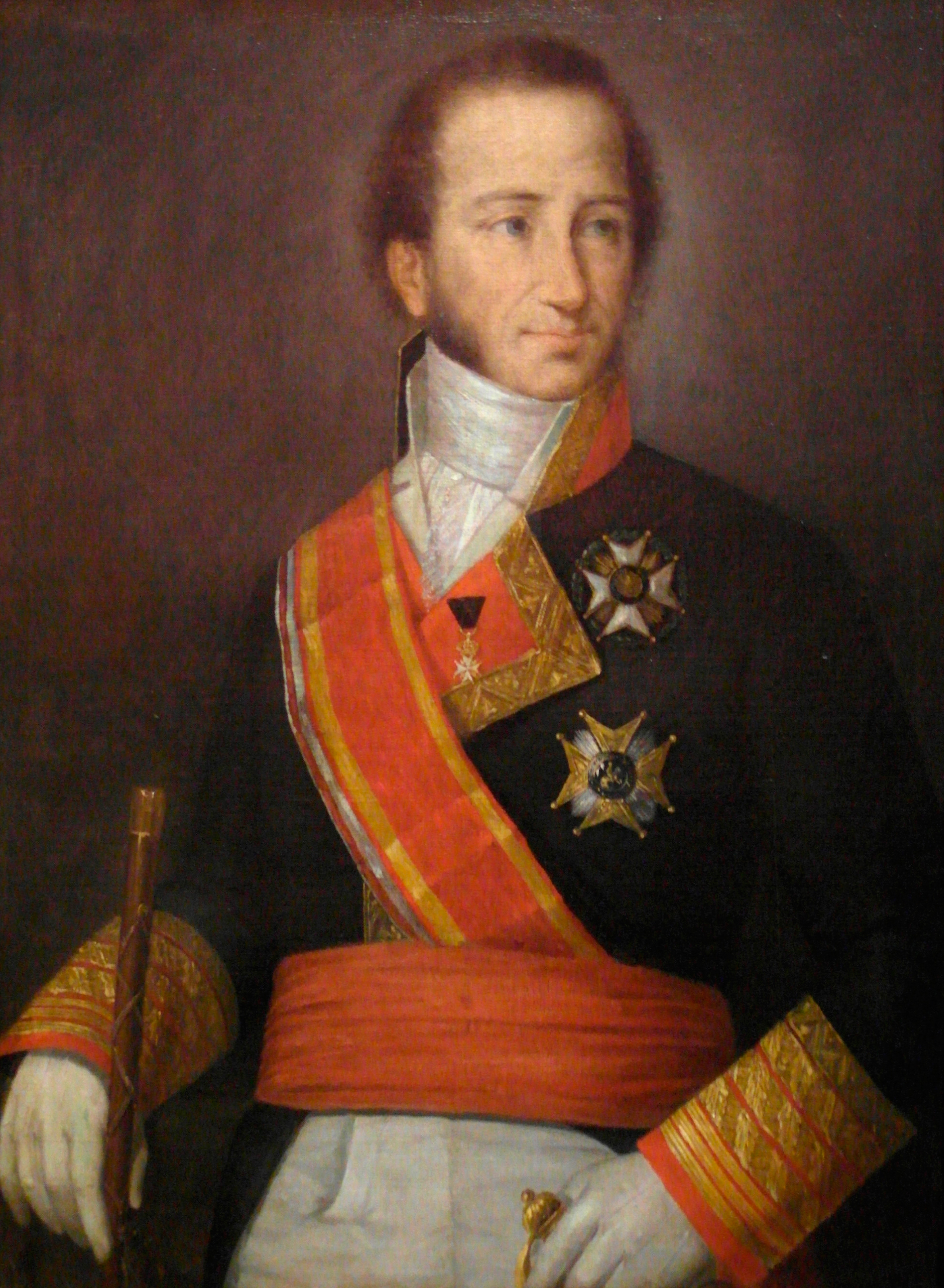
Retrato de Cayetano Valdés y Flores, comandante del Neptuno en Trafalgar, pintado por José Roldán y Martínez (1847)

En 1805 el Neptuno tenía su base en Ferrol, bajo el mando del capitán Cayetano Valdés y Flores. Allí se le unieron a finales de julio barcos de la flota combinada franco-española al mando del vicealmirante Pierre-Charles Villeneuve. La flota combinada había llegado recientemente a aguas europeas desde las Indias Occidentales, donde habían evadido una flota británica al mando de Horatio Nelson, pero no habían logrado llevar a cabo ningún ataque contra las colonias británicas en el Caribe. La flota, perseguida ferozmente a través del Atlántico por Nelson, había sido interceptada por otra flota al mando de Robert Calder que había sido posicionada frente al cabo Finisterre a la espera de su llegada. Calder capturó dos de los barcos de Villeneuve en una acción confusa, tras la cual Villeneuve se retiró a Ferrol y La Coruña. Zarpó de nuevo el 9 de agosto, llevándose consigo los barcos españoles que había encontrado en esos puertos, incluido el Neptuno, con la esperanza de encontrarse con el escuadrón francés de Rochefort al mando de Zacharie Allemand. El encuentro esperado fracasó: las dos flotas francesas supuestamente se confundieron con la principal flota británica y, en lugar de unirse, intentaron escapar la una de la otra, con Villeneuve huyendo a Cádiz.
Después de pasar varios meses allí, vigilado por la flota británica bloqueadora al mando de Nelson, Villeneuve decidió hacerles frente a mediados de octubre. Valdés alistó al Neptuno para hacerse a la mar y la flota zarpó de Cádiz el 19 de octubre. Inicialmente, el Neptuno era el barco de retaguardia de la flota combinada mientras navegaba hacia el sur, pero cuando los británicos se acercaron en la mañana del 21 de octubre, Villeneuve formó la línea de batalla y le ordenó que se dirigiera hacia el norte, siendo ahora el Neptuno el barco líder de su línea. Estaba por delante del Scipion francés de 74 cañones y formó parte del escuadrón al mando del contraalmirante Pierre Dumanoir le Pelley, que anteriormente había sido pensado como la retaguardia de la flota.

### La batalla
Participó en la batalla de Trafalgar bajo el mando de Cayetano Valdés, herido de gravedad a lo largo del combate y padeciendo similar suerte su segundo Joaquín Somoza de Monsoriú. Debido a la orden de virar hacia Cádiz dada por Villeneuve se convirtió en el navío de vanguardia de la escuadra combinada junto a los buques del contralmirante Dumanoir.
Inicialmente quedó aislado por el ataque británico al centro de la formación hispano-francesa y a retaguardia de la línea de la flota combinada, por lo que al Neptuno se le ordenó navegar para permitir que los otros barcos llegaran a sus posiciones. El Neptuno fue atacado por el HMS Africa de 64 cañones, que había llegado tarde a la batalla y navegó hacia el sur en paralelo a la línea, intercambiando andanadas con los barcos de la flota. El fuego de largo alcance del África le causó pocos daños. A las 2 de la tarde, Dumanoir viró la formación y se dirigió hacia el sur para apoyar al castigado centro, tratando de abrirse paso hasta el buque insignia de Villeneuve, el Bucentaure de 80 cañones. Con Dumanoir en el intento estaban el Neptuno y cuatro barcos franceses, el Formidable de 80 cañones y los barcos Scipion, Duguay-Trouin y Mont Blanc de 74 cañones. El Neptuno se abrió camino hasta el Bucentaure, y Valdés esperaba utilizar sus barcos para recuperar el buque insignia. El plan fracasó cuando descubrió que los barcos habían sido destruidos por el fuego británico. El mismo Neptuno pronto se vio en problemas; a las 4 pm fue aislado del resto de su flota por los dos barcos de retaguardia de la columna de Nelson, los recién llegados barcos de 74 cañones HMS Minotaur y HMS Spartiate.
El Neptuno luchó contra ambos durante la siguiente hora, su mástil de mesana fue derribado y su aparejo gravemente dañado. Valdés, que ya había sido herido dos veces durante la batalla, recibió un impacto en la cabeza y el cuello por la caída de escombros del palo de mesana que se derrumbó y perdió el conocimiento. Lo llevaron a la bodega para recibir tratamiento y el mando pasó a su segundo, Joaquín Somoza. Después de una hora de lucha, el Neptuno perdió su mastelero de proa, la cofa de trinquete, la verga de proa y los obenques de proa, seguidos por su mastelero mayor y el estay del palo mayor. El segundo de Valdés, Somoza, también resultó herido y el primer teniente Antonio Miranda asumió el mando. El Neptuno izó la bandera blanca a las 5:10 p. m., convirtiéndose en el último buque de la flota combinada en rendirse. Los relatos de sus bajas varían según las fuentes, pero parecen haber sido no muy elevados, con entre 38 y 42 muertos y entre 42 y 47 heridos. Un grupo de abordaje de 48 hombres del Minotaur, liderados por el segundo teniente de marina Thomas Reeves, llegó a bordo para tomar la rendición del Neptuno. Valdés estaba recibiendo tratamiento en la cabina, por lo que el primer teniente Antonio Miranda subió a bordo del Minotaur y entregó su espada a su capitán, Charles Mansfield. Reeves ordenó descender de su buque a un teniente y veinticinco hombres del Neptuno y los envió al Minotaur, asegurando las armas confiscadas en los pañoles de pólvora.

## Pérdida del buque

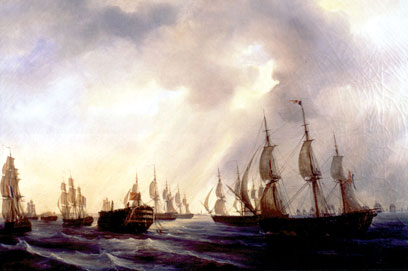
Regreso a Rota de la flota franco-española de Cosmao-Kerjulen el 23 de octubre de 1805. Los supervivientes de la batalla de Trafalgar remolcaron los buques recuperados a los británicos durante el contraataque. En el centro de la imagen podemos ver el Santa Ana, buque español de tres cubiertas remolcado por el Thémis

Al finalizar la contienda fue apresado por los ingleses. El Minotaur remolcó  al Neptuno a las 3.30 am del día siguiente, y al amanecer el trabajo derivó en limpiar los restos de la batalla. A medida que amainaba la tormenta, el cable de remolque se rompió, poniendo al Neptuno en peligro de correr hacia una orilla a sotavento y naufragar. El maltrecho palo mayor se derrumbó el 22 de octubre, destrozando los camarotes del capitán del castillo de popa, aplastando hasta la muerte al pagador español Diego de Soto mientras dormía y matando a uno de los tripulantes británicos. Ahora completamente desarbolada, la tripulación luchó por apuntalar las cubiertas para evitar que se derrumbaran y trató de aparejar las velas.
El 23 de octubre, el capitán francés Julien Cosmao-Kerjulen y el comodoro Enrique MacDonell hicieron una salida desde Cádiz con algunos de los barcos más aptos para navegar que habían escapado de la batalla, en un intento de retomar algunos de los buques capturados. El escuadrón de Cosmao estaba formado por dos barcos franceses de 80 cañones, Neptune e Indomptable, el francés Pluton de 74 cañones y dos barcos españoles, el Rayo de 100 cañones y el San Francisco de Asís de 74 cañones. También con los barcos de línea estaban los barcos franceses más pequeños que habían estado presentes en la batalla pero que no habían participado, las fragatas Cornélie, Thémis, Hortense, Rhin y Hermione, y los bergantines Furet y Argus. En preparación para el contraataque, los británicos soltaron varias presas y formaron una línea defensiva. Mientras el  Cornélie, Thémis, Hortense y Rhin acosaban a los británicos, el Hermione llevaba al Neptuno remolcado, mientras la tripulación española recuperaba su barco. La tripulación británica fue enviada a las bodegas para trabajar las bombas de achique, mientras el Neptuno fondeaba en la Bahía de Cádiz. Durante la noche la tormenta volvió a levantarse y el Neptuno garreó sus anclas y se desplazó hacia la costa.
Rápidamente se tendieron líneas entre el barco y la costa, y se construyeron balsas para sacar a los hombres del barco hundido. Una balsa hizo varios viajes hacia y desde la orilla, hasta que volcó, ahogando a varios hombres. Durante los días siguientes, los hombres restantes, incluido el herido capitán Valdés, fueron sacados en balsas y barcos de pesca. El abandonado Neptuno pronto fue destrozado en el mar embravecido, con la pérdida de alrededor de 20 hombres en su naufragio. Más tarde, a causa del temporal que sobrevino al combate, fue arrastrado contra la costa, hundiéndose en las cercanías del castillo de Santa Catalina del Alcanatif. Las bajas al finalizar la batalla fueron de 42 tripulantes muertos y 47 heridos.
El Neptuno no fue el único barco que sufrió este destino: varios de los buques capturados por los británicos fueron echados a pique o abandonados en naufragio, mientras que varios de los barcos que habían acompañado la salida de Cosmao se perdieron. El Indomitable se perdió tras encallar frente a Rota, al igual que el San Francisco de Asís, en la Bahía de Cádiz. El Rayo intentó anclar frente a Sanlúcar y capear la tormenta, pero desplegó sus mástiles en el mar embravecido. Apareció el HMS Donegal y, al no poder resistir, el Rayo se rindió, pero fue llevado a la costa el 26 de octubre y naufragó. Cosmao logró recuperar sólo otro buque además del Neptuno, el Santa Ana de 112 cañones. A diferencia del Neptuno, el Santa Ana logró regresar a Cádiz.
Los restos de la flota francesa fueron llevados a Cádiz bajo el mando del contralmirante Rosily, atrapados allí por el bloqueo británico. Los barcos restantes fueron incautados por los españoles después de que entraron en la guerra contra Francia en 1808. Uno de los barcos franceses capturados fue el Neptune, de 80 cañones, que había luchado en Trafalgar; los españoles lo tomaron a su servicio, rebautizándolo como Neptuno, como reemplazo del barco perdido en 1805. Este nuevo Neptuno sirvió en la Armada española hasta su desguace en 1820.
Por su comportamiento en el combate fue ascendido Valdés a jefe de escuadra, tomando el mando de la que se reunió en Cartagena y enarbolando su insignia en el navío Reina María Luisa, de 112 cañones.
Como dato curioso de la batalla cabe mencionar que participaron tres navíos con el nombre de «Neptuno», uno por cada armada implicada, existiendo por ello el HMS Neptune (navío inglés) y el Neptune (navío francés). Para mayor confusión aún, este úlltimo buque fue capturado por España en 1808 y renombrado como Neptuno.

## BIbliografía
- Adkin, Mark (2007). The Trafalgar Companion: A Guide to History's Most Famous Sea Battle and the Life of Admiral Lord Nelson (en inglés). Londres: Aurum Press. ISBN 978-1-84513-018-3. (requiere registro).
- Adkins, Roy (2004). Trafalgar: The Biography of a Battle (en inglés). Little Brown. ISBN 0-316-72511-0.
- Clayton, Tim; Craig, Phil (2005). Trafalgar: The Men, the Battle, the Storm (en inglés). Hodder & Stoughton. ISBN 0-340-83028-X.
- Goodwin, Peter (2005). The Ships of Trafalgar: The British, French and Spanish Fleets October 1805 (en inglés). Conway Maritime Press. ISBN 1-84486-015-9.
- Mostert, Noel (2008). The Line Upon a Wind: The Greatest War Fought At Sea Under Sail: 1793-1815 (en inglés). Londres: Vintage Books. ISBN 978-0-7126-0927-2.
- Winfield, Rif; Tredrea, John M; García-Torralba Pérez, Enrique; Blasco Felip, Manuel (2023). Spanish Warships in the Age of Sail 1700—1860: Design, Construction, Careers and Fates (en inglés). Barnsley, Reino Unido: Seaforth Publishing. ISBN 978-1-5267-9078-1.